# Convocazioni all'European Golden League maschile 2024
Elenco dei giocatori convocati per l'European Golden League 2024.

## Azerbaigian
| N° | Nome                | Ruolo | Data di nascita   | Squadra       |
| -- | ------------------- | ----- | ----------------- | ------------- |
| -  | Farid Jalalov       | All   | 4 febbraio 1987   | Murov         |
| 1  | Vugar Bayramov      | S     | 21 gennaio 1992   | Murov         |
| 2  | Nihad Gasimov       | L     | 7 settembre 2006  | Murov         |
| 3  | Amirmahdi Ablou     | P     | 9 settembre 2001  | Murov         |
| 4  | Javid Azimov        | S     | 12 aprile 1999    | Murov         |
| 5  | Ruslan Aliyev       | O     | 28 febbraio 2001  | Neftçi        |
| 6  | Elmin Alishanov     | C     | 10 maggio 1990    | Murov         |
| 7  | Andrei Vasilenko    | S     | 3 febbraio 1995   | Hatta         |
| 9  | Mirhasil Seyidli    | P     | 2000              | Neftçi        |
| 10 | Yusif Bunyatov      | S     | 3 agosto 2004     | Murov         |
| 12 | Ferhat Jenkel       | L     | 18 dicembre 2003  | -             |
| 13 | Emil Ashumov        | C     | 9 luglio 2002     | MOIK          |
| 14 | Mardan Mammadov     | C     | 12 maggio 2002    | Xarı Bülbül   |
| 19 | Kanan Allahverdiyev | L     | 15 settembre 1980 | Murov         |
| 20 | Andrey Melnikov     | O     | 11 aprile 1994    | Azərreyl      |
| 28 | Aslan Hamidov       | C     | 9 ottobre 2004    | -             |
| 38 | Yegor Nikulenko     | C     | 22 marzo 2001     | Azərreyl      |
| 77 | Roman Gurskii       | P     | 21 luglio 2001    | Kazincbarcika |

## Belgio
| N° | Nome                | Ruolo | Data di nascita  | Squadra            |
| -- | ------------------- | ----- | ---------------- | ------------------ |
| -  | Emanuele Zanini     | All   | 15 aprile 1965   | -                  |
| 1  | Jolan Cox           | O     | 12 luglio 1991   | Maaseik            |
| 2  | Ferre Reggers       | O     | 18 luglio 2003   | Powervolley Milano |
| 5  | Robin Blondeel      | P     | 19 novembre 1987 | Brabo              |
| 6  | Simon Plaskie       | S     | 10 marzo 2001    | Roeselare          |
| 8  | Michiel Fransen     | S     | 29 ottobre 2002  | Avoc Achel         |
| 9  | Wout D'Heer         | C     | 26 aprile 2001   | Trentino           |
| 11 | Seppe Van Hoyweghen | P     | 7 ottobre 2000   | Menen              |
| 12 | Seppe Rotty         | S     | 12 marzo 2001    | Roeselare          |
| 13 | Kobe Verwimp        | L     | 13 gennaio 2005  | Haasrode Leuven    |
| 18 | Jasper Verhamme     | C     | 18 marzo 2004    | Menen              |
| 20 | Robbe Van de Velde  | S     | 28 ottobre 2002  | Aalst              |
| 23 | Pierre Perin        | S     | 20 febbraio 2004 | Waremme            |
| 26 | Bert Dufraing       | L     | 5 settembre 1998 | Aalst              |
| 28 | Milan Cardillo      | C     | 10 febbraio 2004 | Avoc Achel         |

## Croazia
| N° | Nome                  | Ruolo | Data di nascita  | Squadra            |
| -- | --------------------- | ----- | ---------------- | ------------------ |
| -  | Igor Juričić          | All   | 7 novembre 1974  | Trefl Gdańsk       |
| 1  | Petar Višić           | P     | 11 febbraio 1998 | Milano             |
| 2  | Ante Kulušić          | S     | 30 dicembre 2003 | Mladost Kaštela    |
| 4  | Kruno Nikačević       | C     | 11 gennaio 1996  | Pineto             |
| 6  | Bernard Bakonji       | P     | 28 novembre 1997 | Kamnik             |
| 7  | Marko Sedlaček        | S     | 29 luglio 1996   | Jastrzębski Węgiel |
| 8  | Sven Jakopec          | C     | 27 febbraio 2005 | HAOK Mladost       |
| 9  | Roko Vlašić           | S     | 11 marzo 2004    | HAOK Mladost       |
| 10 | Filip Šestan          | S     | 6 giugno 1995    | Chaumont           |
| 11 | Petar Đirlić          | O     | 27 maggio 1997   | Powervolley Milano |
| 12 | Ivan Đirlić           | S     | 29 maggio 2001   | Mursa Osijek       |
| 13 | Hrvoje Pervan         | L     | 8 dicembre 1994  | HAOK Mladost       |
| 15 | Tomislav Mitrašinović | O     | 14 febbraio 2000 | Kamnik             |
| 18 | Marko Repek           | L     | 30 giugno 2003   | HAOK Mladost       |
| 19 | Ivan Zeljković        | S     | 31 agosto 1994   | Saint-Nazaire      |
| 20 | Gabrijel Cvanciger    | O     | 1º agosto 2003   | HAOK Mladost       |
| 22 | Ivan Mandura          | C     | 14 marzo 1997    | Varaždin           |

## Estonia
| N° | Nome            | Ruolo | Data di nascita   | Squadra          |
| -- | --------------- | ----- | ----------------- | ---------------- |
| -  | Alar Rikberg    | All   | 11 agosto 1981    | Duo              |
| 1  | Henri Treial    | C     | 25 agosto 1992    | Roeselare        |
| 3  | Karli Allik     | S     | 25 settembre 1996 | Lupi Santa Croce |
| 7  | Renee Teppan    | O     | 26 settembre 1993 | Al-Wasl          |
| 8  | Märt Tammearu   | S     | 17 marzo 2001     | Tours            |
| 9  | Robert Täht     | S     | 15 agosto 1993    | Charlottenburg   |
| 10 | Silver Maar     | L     | 11 febbraio 1999  | Dukla Liberec    |
| 12 | Alari Saar      | L     | 28 marzo 1996     | TalTech          |
| 15 | Tristan Täht    | S     | 13 giugno 2005    | TalTech          |
| 16 | Robert Viiber   | P     | 31 gennaio 1997   | Steaua Bucarest  |
| 18 | Alex Saaremaa   | C     | 18 dicembre 2000  | Aalst            |
| 19 | Andri Aganits   | C     | 7 settembre 1993  | TalTech          |
| 22 | Markkus Keel    | P     | 18 agosto 1995    | Černo More       |
| 25 | Valentin Kordas | O     | 31 dicembre 1998  | Chênois          |
| 26 | Kevin Saar      | S     | 15 gennaio 1995   | UPCN             |
| 28 | Timo Lõhmus     | S     | 30 maggio 2001    | Duo              |
| 30 | Marx Aru        | C     | 8 novembre 2002   | TalTech          |

## Finlandia
| N° | Nome              | Ruolo | Data di nascita  | Squadra           |
| -- | ----------------- | ----- | ---------------- | ----------------- |
| -  | Olli Kunnari      | All   | 2 febbraio 1982  | Akaa              |
| 1  | Antti Ronkainen   | S     | 11 agosto 1996   | Plessis-Robinson  |
| 2  | Fedor Ivanov      | P     | 1º dicembre 2000 | Giesen            |
| 5  | Alexej Zhbankov   | C     | 18 luglio 2003   | Raision Loimu     |
| 6  | Petteri Tyynismaa | C     | 5 agosto 2003    | Akaa              |
| 7  | Niko Suihkonen    | S     | 11 aprile 1999   | Chaumont          |
| 8  | Voitto Köykkä     | L     | 9 luglio 1999    | Trefl Gdańsk      |
| 9  | Santeri Välimaa   | P     | 11 gennaio 2001  | Hurrikaani-Loimaa |
| 10 | Luka Marttila     | S     | 30 giugno 2003   | Montpellier       |
| 11 | Miika Haapaniemi  | C     | 6 febbraio 2004  | Hurrikaani-Loimaa |
| 12 | Aaro Nikula       | O     | 23 marzo 1999    | Arcada Galați     |
| 13 | Joonas Jokela     | O     | 12 dicembre 1998 | Savo              |
| 14 | Jere Heiskanen    | S     | 27 luglio 2000   | Akaa              |
| 17 | Severi Savonsalmi | C     | 21 agosto 2000   | Friedrichshafen   |
| 19 | Niklas Breilin    | L     | 8 settembre 1999 | Giesen            |

## Lussemburgo
| N° | Nome                  | Ruolo | Data di nascita   | Squadra          |
| -- | --------------------- | ----- | ----------------- | ---------------- |
| -  | Pompiliu Dascălu      | All   | 20 settembre 1962 | Steinfort        |
| 1  | Simão Marinho Novais  | P     | 3 maggio 2000     | Strassen         |
| 2  | Samuel Marinho Novais | L     | 3 maggio 2000     | Strassen         |
| 3  | Mateja Gajin          | O     | 16 dicembre 1996  | Strassen         |
| 4  | Pol Bollendorff       | S     | 23 ottobre 2001   | Echternach       |
| 6  | Gilles Braas          | P     | 17 marzo 1992     | Strassen         |
| 8  | Luca Distefano        | C     | 27 settembre 1996 | Bartréng         |
| 12 | Michail Constantinou  | S     | 23 febbraio 1999  | Bartréng         |
| 13 | Yannick Erpelding     | C     | 11 maggio 1997    | Karlsruhe        |
| 14 | Chris Zuidberg        | S     | 2 settembre 1994  | Lorentzweiler    |
| 15 | Jérémie Feit          | C     | 20 gennaio 2001   | Nice             |
| 16 | Philippe Glesener     | L     | 24 aprile 1998    | Lorentzweiler    |
| 17 | David Zehren          | C     | 18 ottobre 2006   | Echternach       |
| 19 | Christian Galoppo     | S     | 19 marzo 2005     | Concordia Irvine |
| 22 | Ryan Matilde da Luz   | C     | 17 giugno 2005    | Strassen         |
| 23 | Charel Hoffmann       | S     | 14 luglio 1997    | Escher           |

## Macedonia del Nord
| N° | Nome               | Ruolo | Data di nascita   | Squadra             |
| -- | ------------------ | ----- | ----------------- | ------------------- |
| -  | Hari Nakovski      | All   | 16 novembre 1979  | -                   |
| 1  | Darko Angelovski   | L     | 4 febbraio 1994   | Rabotnički          |
| 2  | Ǵorǵi Ǵorǵiev      | P     | 22 maggio 1992    | Bursa BB            |
| 3  | Toshe Efremov      | S     | 11 settembre 2007 | -                   |
| 4  | Nikola Ǵorǵiev     | O     | 23 luglio 1988    | ACH Volley          |
| 5  | Vlado Milev        | S     | 9 maggio 1987     | Strumica            |
| 6  | Stojce Arsov       | O     | 23 marzo 2003     | -                   |
| 9  | Filip Lepidovski   | C     | 5 dicembre 2002   | Takovo              |
| 10 | David Stojanov     | P     | 25 ottobre 2001   | Fužinar             |
| 12 | Mihajlo Miraschiev | C     | 29 settembre 2003 | -                   |
| 14 | Angel Boshkov      | S     | 1º novembre 2002  | Rabotnički          |
| 15 | Filip Madjunkov    | C     | 18 marzo 1996     | Haasrode Leuven     |
| 16 | Stojan Iliev       | S     | 3 marzo 1999      | Anagennīsī Deryneia |
| 17 | Luka Kostikj       | S     | 12 ottobre 2001   | Ribnica             |
| 18 | Kristijan Ilijev   | O     | 26 settembre 2004 | Strumica            |
| 19 | Kostadin Richliev  | L     | 21 marzo 2000     | Štip                |
| 20 | Filip Savovski     | C     | 4 agosto 2002     | Vojvodina           |

## Portogallo
| N° | Nome               | Ruolo | Data di nascita   | Squadra           |
| -- | ------------------ | ----- | ----------------- | ----------------- |
| -  | João José          | All   | 7 giugno 1978     | -                 |
| 1  | Miguel Sinfrónio   | C     | 18 marzo 1999     | Aich/Dob          |
| 2  | Bernardo Silva     | L     | 27 settembre 1996 | Benfica           |
| 4  | Filip Cvetićanin   | C     | 19 giugno 1996    | Leixões           |
| 5  | Bruno Dias         | P     | 25 luglio 2003    | You Energy        |
| 6  | Alexandre Ferreira | S     | 13 novembre 1991  | LKPS              |
| 7  | Manuel Figueiredo  | S     | 10 settembre 2003 | Vitória           |
| 8  | Tiago Violas       | P     | 27 marzo 1989     | Benfica           |
| 9  | Nuno Marques       | S     | 6 giugno 2003     | Benfica           |
| 10 | Gonçalo Sousa      | L     | 28 gennaio 2002   | Sporting Lisbona  |
| 11 | Miguel Cunha       | S     | 18 agosto 1997    | Vitória           |
| 12 | Lourenço Martins   | S     | 30 aprile 1997    | Saint-Nazaire     |
| 13 | Eduardo Brito      | C     | 10 maggio 2003    | Benfica           |
| 15 | Miguel Tavares     | P     | 2 marzo 1993      | Warta Zawiercie   |
| 16 | Bruno Cunha        | O     | 18 agosto 1997    | Río Duero Soria   |
| 17 | José Andrade       | C     | 21 agosto 1999    | Académica Espinho |

## Rep. Ceca
| N° | Nome               | Ruolo | Data di nascita   | Squadra          |
| -- | ------------------ | ----- | ----------------- | ---------------- |
| -  | Jiří Novák         | All   | 19 novembre 1974  | -                |
| 1  | Jan Pavlíček       | L     | 7 marzo 2000      | Dukla Liberec    |
| 2  | Jakub Klajmon      | C     | 20 febbraio 2003  | Tours            |
| 5  | Adam Zajíček       | C     | 25 febbraio 1993  | Kladno           |
| 7  | Jiří Benda         | S     | 16 novembre 2003  | Blue Ostrava     |
| 9  | Luboš Bartůněk     | P     | 24 maggio 1990    | Orion            |
| 10 | Ján Svoboda        | S     | 30 luglio 2000    | Odolena Voda     |
| 11 | Lukáš Vašina       | S     | 6 luglio 1999     | Katowice         |
| 13 | David Kollátor     | O     | 15 gennaio 2003   | Lvi Praha        |
| 14 | Daniel Čech        | S     | 6 aprile 1997     | -                |
| 19 | Michael Kovařík    | L     | 19 novembre 1996  | České Budějovice |
| 20 | Petr Spulak        | C     | 1º maggio 2002    | Dürener          |
| 21 | Simon Bryknar      | P     | 12 settembre 2003 | Dukla Liberec    |
| 23 | Patrik Indra       | O     | 8 dicembre 1997   | Chaumont         |
| 25 | Josef Polák        | C     | 11 febbraio 1999  | Maaseik          |
| 61 | Matouš Drahoňovský | S     | 7 maggio 2001     | Avoc Achel       |

## Romania
| N° | Nome               | Ruolo | Data di nascita   | Squadra               |
| -- | ------------------ | ----- | ----------------- | --------------------- |
| -  | Sergiu Stancu      | All   | 4 agosto 1982     | Arcada Galați         |
| 1  | Bela Bartha        | C     | 19 ottobre 2000   | Dinamo Bucarest       |
| 2  | Mircea Peța        | S     | 2 aprile 1994     | Steaua Bucarest       |
| 3  | Filip Constantin   | P     | 23 ottobre 1997   | Rapid Bucarest        |
| 4  | Sergio Diaconescu  | L     | 28 giugno 1996    | Universitatea Craiova |
| 5  | Cristian Chițigoi  | S     | 4 settembre 1978  | Athlos Orestiadas     |
| 6  | Claudiu Dumitru    | P     | 29 marzo 1995     | Steaua Bucarest       |
| 7  | Rareș Bălean       | S     | 8 luglio 1997     | Dinamo Bucarest       |
| 8  | Tudor Magdaș       | C     | 10 giugno 1998    | Corona Brașov         |
| 9  | Adrian Aciobăniţei | S     | 24 agosto 1997    | Skra Bełchatów        |
| 11 | Carol Kosinski     | L     | 29 settembre 2003 | Rapid Bucarest        |
| 12 | Marian Bala        | S     | 12 marzo 1990     | Arcada Galați         |
| 13 | Alexandru Rață     | O     | 11 luglio 2000    | Zenit San Pietroburgo |
| 14 | Sebastian Bratu    | P     | 10 novembre 2000  | Unirea Dej            |
| 15 | Andrei Butnaru     | C     | 9 febbraio 1998   | Arcada Galați         |
| 16 | David Dinculescu   | S     | 30 agosto 2004    | CSM Constanța         |
| 17 | Vlad Kantor        | L     | 30 maggio 1995    | Corona Brașov         |
| 19 | Robert Călin       | C     | 1º settembre 2000 | Universitatea Craiova |
| 20 | Tudor Balu         | P     | 1º maggio 2004    | Corona Brașov         |
| 22 | Ștefan Lupu        | C     | 28 maggio 1994    | Corona Brașov         |
| 25 | Andrei Mihălescu   | S     | 6 aprile 1996     | -                     |
| 26 | Gabriel Bontea     | O     | 10 marzo 1993     | Steaua Bucarest       |
| 28 | Alexandru Ionescu  | O     | 22 luglio 1998    | SCM Zalău             |

## Spagna
| N° | Nome                 | Ruolo | Data di nascita   | Squadra         |
| -- | -------------------- | ----- | ----------------- | --------------- |
| -  | Miguel Rivera        | All   | 22 giugno 1984    | Haris           |
| 1  | Augusto Colito       | O     | 23 gennaio 1997   | Corona Brașov   |
| 2  | José Villalba        | S     | 1º marzo 2000     | Río Duero Soria |
| 3  | Víctor Rodríguez     | S     | 21 settembre 1998 | Almería         |
| 4  | Álvaro Gimeno        | O     | 27 settembre 1999 | Aalst           |
| 5  | Rubén Lorente        | P     | 2 maggio 1998     | Teruel          |
| 7  | Jordi Ramón          | S     | 9 luglio 1999     | Cisterna        |
| 8  | Unai Larrañaga       | L     | 9 maggio 2000     | Guaguas         |
| 9  | Rubén López          | C     | 30 maggio 1999    | Melilla         |
| 10 | Daniel Ruiz          | L     | 28 giugno 1995    | Montpellier     |
| 11 | Miguel Ángel De Amo  | P     | 16 settembre 1985 | Guaguas         |
| 12 | Jean Pascal Diedhiou | C     | 8 ottobre 1993    | Guaguas         |
| 14 | Moisés Cézar         | C     | 9 aprile 1893     | San Roque       |
| 27 | Alejandro Ribas      | C     | 27 maggio 2004    | Manacor         |
| 77 | Adrián Olalla        | S     | 6 giugno 2001     | Río Duero Soria |
| 98 | Francisco Iribarne   | S     | 13 luglio 1998    | Maaseik         |

## Ucraina
| N° | Nome                | Ruolo | Data di nascita   | Squadra               |
| -- | ------------------- | ----- | ----------------- | --------------------- |
| -  | Raúl Lozano         | All   | 3 settembre 1956  | JT Thunders Hiroshima |
| -  | Vladislav Didenko   | P     | 19 settembre 1992 | Epicentr-Podoljany    |
| -  | Vitaliy Parkhomenko | P     | 29 settembre 1997 | Pärnu                 |
| -  | Dmytro Vietskyy     | O     | 19 febbraio 1998  | Prometej              |
| -  | Dmytro Shapoval     | O     | 2 marzo 11997     | Prometej              |
| -  | Oleh Plotnyc'kyj    | S     | 5 giugno 1997     | Sir Safety Perugia    |
| -  | Maksym Tonkonoh     | O     | 22 ottobre 2007   | Bukovynka             |
| -  | Maksym Drozd        | C     | 5 agosto 1991     | Epicentr-Podoljany    |
| -  | Jurij Synycja       | P     | 22 agosto 1993    | Beijing               |
| -  | Dmytro Jančuk       | S     | 19 maggio 1999    | Prometej              |
| -  | Dmytro Ter'omenko   | C     | 1º febbraio 1987  | Prometej              |
| -  | Viktor Shapoval     | O     | 8 aprile 1992     | Žytyči                |
| -  | Jurij Semenjuk      | C     | 12 maggio 1994    | Projekt Warszawa      |
| -  | Mykola Rudnytskyi   | C     | 18 settembre 1981 | Žytyči                |
| -  | Serhii Yevstratov   | P     | 24 agosto 1993    | Prometej              |
| -  | Vasyl' Tupčij       | O     | 13 gennaio 1992   | Barkom-Kažany         |
| -  | Andriy Zhukov       | L     | 25 marzo 1999     | Epicentr-Podoljany    |
| -  | Illja Koval'ov      | S     | 31 agosto 1996    | Barkom-Kažany         |
| -  | Yaroslav Pampushko  | L     | 11 novembre 2001  | Barkom-Kažany         |
| -  | Vitalij Ščytkov     | P     | 25 novembre 1991  | Prometej              |
| -  | Dmytro Dolgopolov   | P     | 14 settembre 1993 | Pafiakos              |
| -  | Oleksandr Bojko     | L     | 17 dicembre 2002  | Prometej              |
| -  | Dmytro Fodorenko    | S     | 30 giugno 1991    | Hartberg              |
| -  | Ian Iereshchenko    | S     | 6 aprile 1990     | Prometej              |
| -  | Tymofiy Poluyan     | S     | 10 gennaio 1998   | Milōn                 |
| -  | Nazar Hetman        | S     | 18 giugno 2003    | Shabab Al-Ahli        |
| -  | Dmytro Kanajev      | L     | 3 ottobre 1997    | Barkom-Kažany         |
| -  | Oleksandr Nalozhnyi | S     | 24 giugno 1996    | Epicentr-Podoljany    |
| -  | Evhenii Kisiljuk    | S     | 27 gennaio 1995   | Epicentr-Podoljany    |
| -  | Denys Veletskyi     | C     | 15 gennaio 2000   | Prometej              |
| -  | Vladyslav Ščurov    | C     | 27 aprile 2001    | Barkom-Kažany         |
| -  | Andriy Chelenyak    | S     | 2 gennaio 2005    | Bukovynka             |
| -  | Danylo Uryvkin      | O     | 27 maggio 2001    | Epicentr-Podoljany    |
| -  | Oleksandr Koval     | C     | 10 febbraio 1999  | Epicentr-Podoljany    |
| -  | Mykyta Luban        | S     | 14 settembre 1997 | -                     |
| -  | Tymur Tsmokalo      | S     | 23 dicembre 2003  | Ostrava               |